# Socratea exorrhiza
|  | Dieser Artikel wurde aufgrund von formalen oder inhaltlichen Mängeln in der Qualitätssicherung Biologie im Abschnitt „Botanik“ zur Verbesserung eingetragen. Dies geschieht, um die Qualität der Biologie-Artikel auf ein akzeptables Niveau zu bringen. Bitte hilf mit, diesen Artikel zu verbessern! Artikel, die nicht signifikant verbessert werden, können gegebenenfalls gelöscht werden. Lies dazu auch die näheren Informationen in den Mindestanforderungen an Biologie-Artikel. Begründung: stark ausbaufähig |

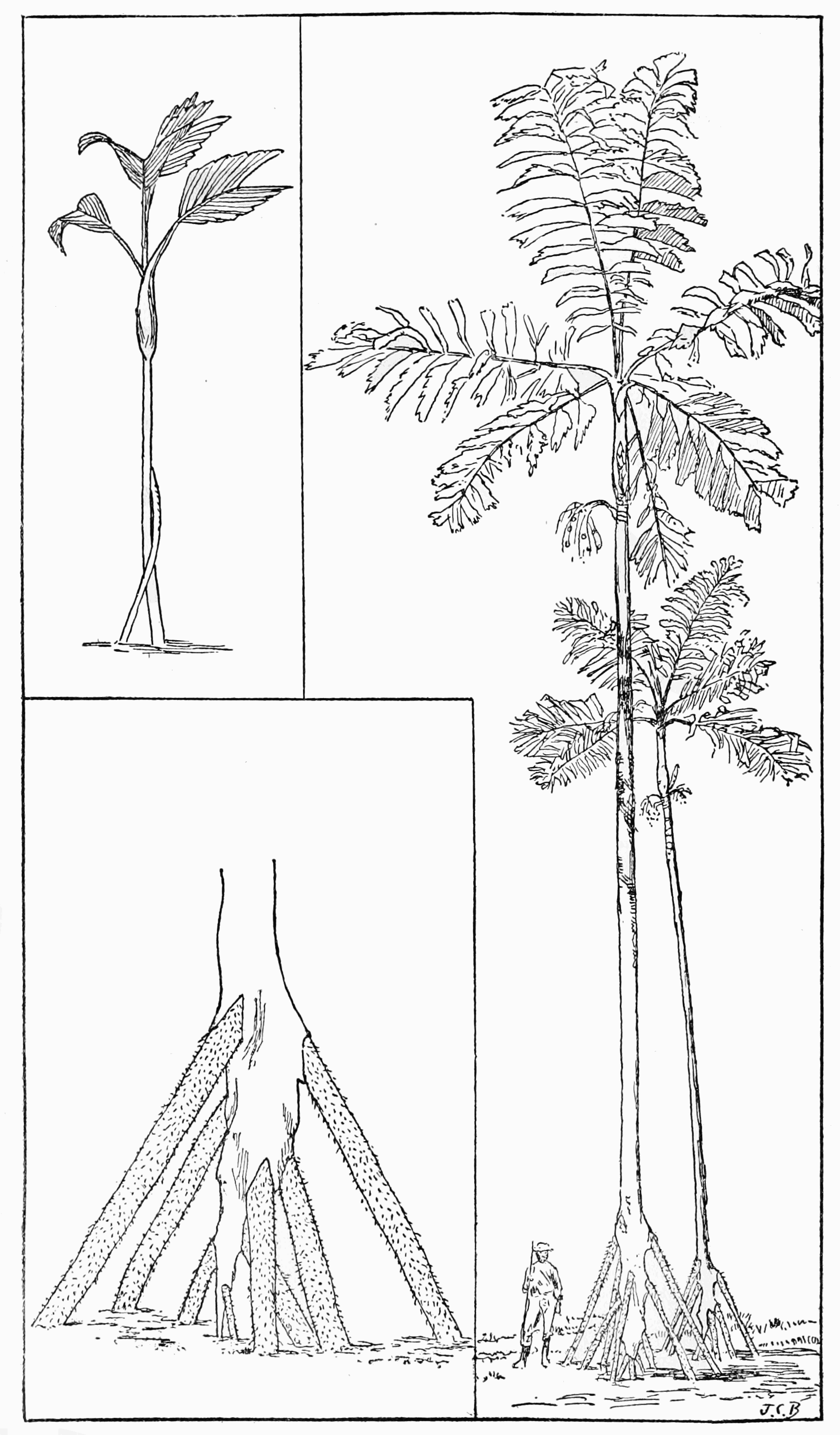
Illustration

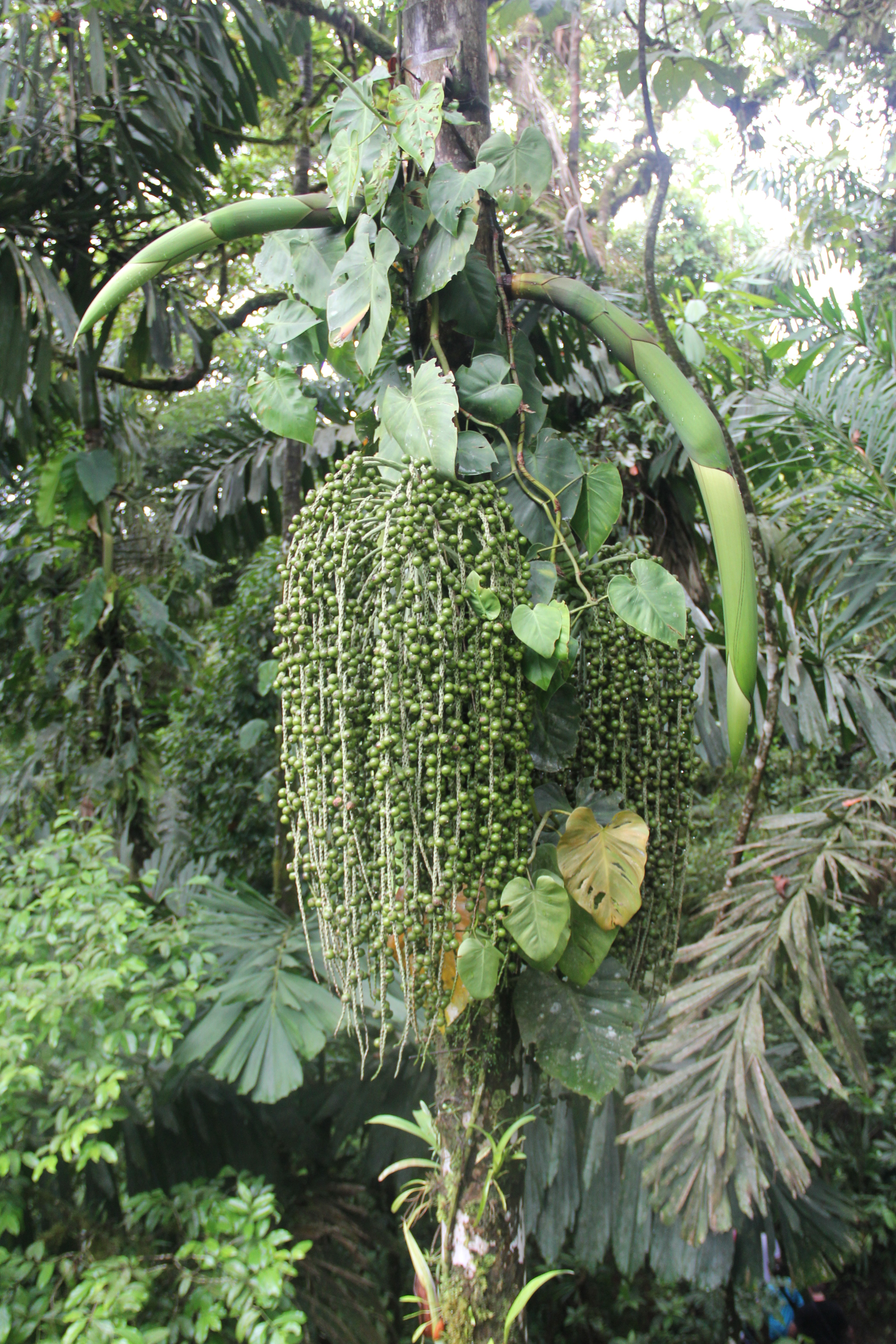
Socratea exorrhiza mit Früchten

Socratea exorrhiza (Syn.: Iriartea exorrhiza Mart.) ist eine Pflanzenart aus der Gattung der Stelzenpalmen (Socratea) innerhalb der Familie der Palmengewächse (Arecaceae). Sie ist sehr ähnlich der Iriartea deltoidea, hat aber kein hornförmiges Hüllblatt bei den Blütenständen.

## Beschreibung

### Vegetative Merkmale
Socratea exorrhiza ist eine schnellwüchsige Palme, die auf bis zu 3 Metern hohen, oft stacheligen Stelzwurzeln steht und Wuchshöhen von 25 Metern erreichen kann. Der Stammdurchmesser erreicht bis zu 18 Zentimeter. Die Stacheln sind bis 2 Zentimeter lang. Die wenigen, schopfigen und gestielten, gefiederten Palmwedel mit behaarter Rhachis und abgebissenen, unterseits helleren Blättchen sind bis zu 2,5 Meter lang. Sie stehen an einem kompakten und blaugrünen Kronschaft.

### Generative Merkmale
Socratea exorrhiza ist einhäusig getrenntgeschlechtig (monözisch). Die dreizähligen Blüten sind cremefarben. Sie bilden gelbe und eiförmige bis ellipsoide Steinfrüchte mit Durchmessern von 2,5 bis 3,5 Zentimeter. Als Angehörige der Unterfamilie Arecoideae ist sie ein naher Verwandter der Kokospalme, welche zur selben Unterfamilie zählt.

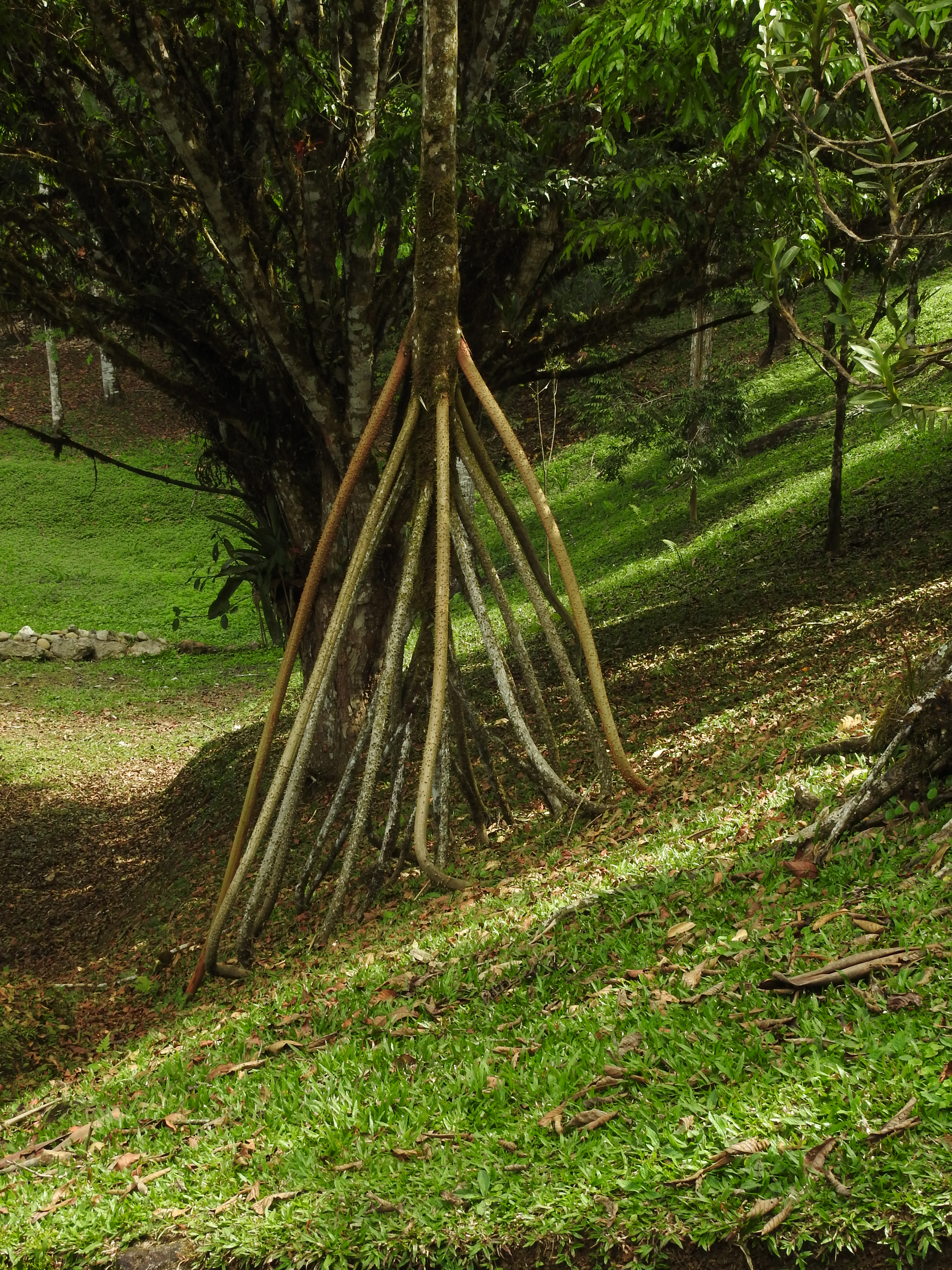
Hohe Stelzwurzeln
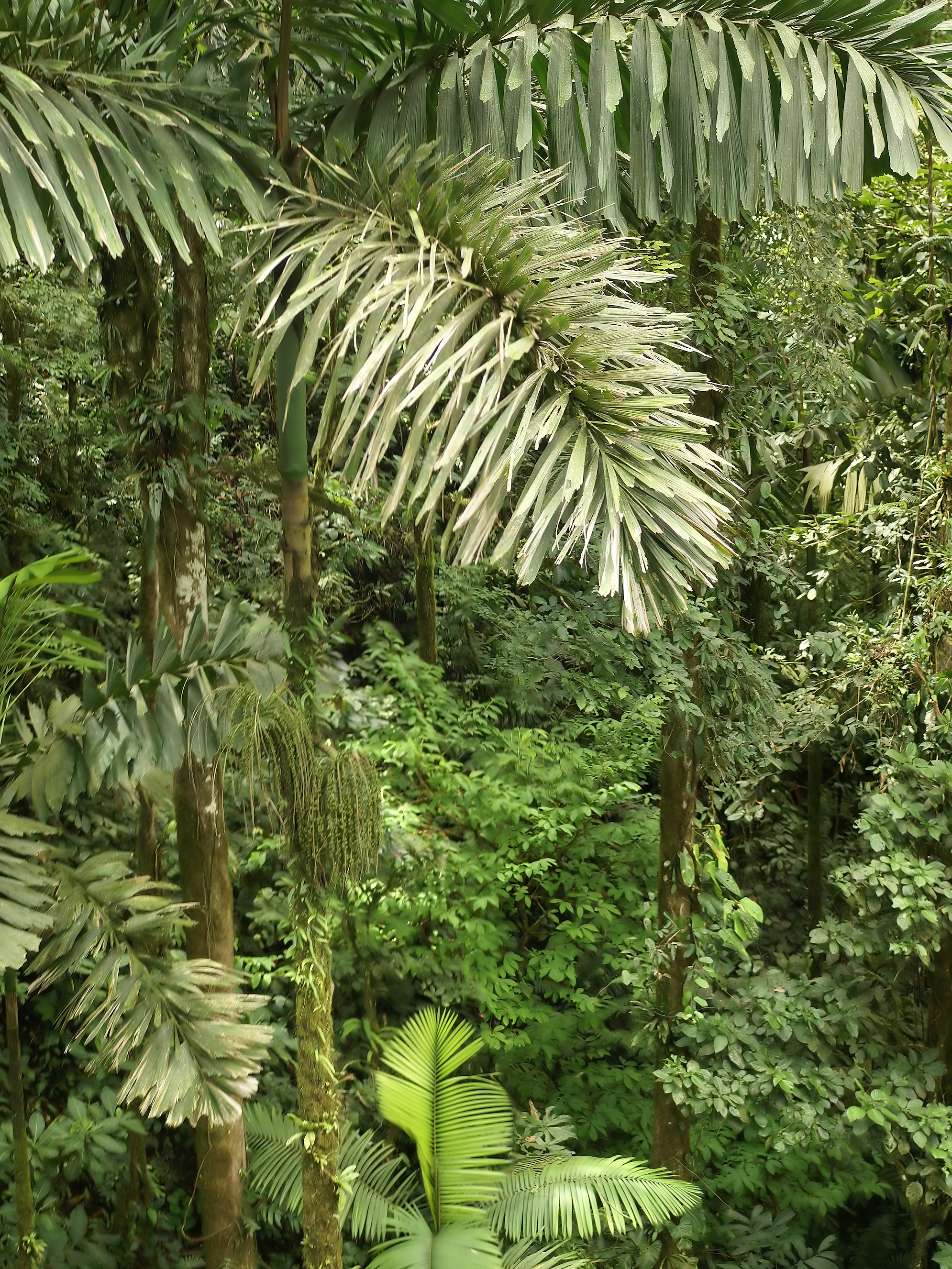
Schopf mit langem Kronschaft

## Ökologie
Laufende Palme oder Wanderpalme nennen die „Ticos“ in Costa Rica diese Art. Ihr wird die Eigenschaft nachgesagt, ihren Standort wechseln zu können, um beispielsweise aus dem Schatten größerer Bäume zu treten. Dies ist jedoch mittlerweile als falsch erkannt worden.

## Vorkommen
Socratea exorrhiza ist von den mittelamerikanischen Staaten Costa Rica, Nicaragua und Panama bis zum Amazonasbecken in Südamerika verbreitet. Sie hat ursprüngliche Vorkommen in Nicaragua. Costarica, Panama, Kolumbien, Ecuador, Guayana, Französisch-Guayana, Suriname, Venezuela, Peru, Bolivien und Brasilien.
Eingeführt wurde diese Pflanzenart unter anderem auf Mauritius.

## Taxonomie
Socratea exorrhiza wurde 1824 von Carl Friedrich Philipp von Martius in Historia Naturalis Palmarum Band 2, Seite 36 als Iriartea exorrhiza erstbeschrieben. Die Art wurde 1860 von Hermann Wendland in Bonplandia. Zeitschrift für die gesammte Botanik Band 8 Seite 103 als Socratea eorrhiza (Mart.) H.Wendl. in die Gattung Socratea gestellt.

## Wirtschaftliche Bedeutung
Das Palmherz ist nur knapp essbar.